# Фація мінеральна
Фація мінеральна (рос. фация минеральная, англ. mineral facies, нім. Mineralfazies f) – асоціація мінеральних комплексів, які утворились за однакових умов температури та тиску. Певний хімічний склад дає завжди одну і ту саму сукупність мінералів незалежно від способу кристалізації (з магми, водного розчину та ін.).
ФАЦІЯ МІНЕРАЛЬНА МЕТАМОРФІЧНА – асоціація мінералів яка утворилася при метаморфізмі за однакових умов тиску і температури. Мінеральні асоціації, які становлять фацію, являють собою систему, що досягла рівноваги під час метаморфізму.